# Mark Nicolaidis
Mark Nicolaidis (Auchenflower, Brisbane, 20 juli 2000) is een Australische beachvolleybalspeler. Hij nam een keer deel aan de Olympische Spelen.

## Carrière
Nicolaidis begon op veertienjarige leeftijd op school met zaalvolleybal. Van 2016 tot en met 2019 volleybalde hij in de Australian Volleyball League voor de Queensland Pirates, waarmee hij vier keer de landstitel won. In 2017 begon Nicolaidis met beachvolleyballen en won hij met zijn teamgenoot James Takken een bronzen medaille bij de Commonwealth Youth Games in Nassau. Het jaar daarop namen ze deel aan de WK onder 19 in Nanjing en de Olympische Jeugdspelen in Buenos Aires. In 2019 eindigde Nicolaidis met Tyler Nix als vierde bij de AK onder 21 in Roi Et. In 2021 speelde hij met verschillende partners in de Australische beachvolleybalcompetitie en eindigde hij met Maximilian Guehrer als negende bij de Aziatische kampioenschappen in Phuket.
Sinds 2022 vormt Nicolaidis een team met Izac Carracher met wie hij dat jaar debuteerde in de Beach Pro Tour. Het duo won het Future-toernooi van Coolangatta en deed mee aan de wereldkampioenschappen in Rome. Daar bereikten ze de achtste finale die verloren werd van de Brazilianen André Loyola en George Wanderley. Bij de overige elf toernooien behaalden ze een vijfde (Torquay Challenge) en vier negende plaatsen. Bij de AK in Bandar Abbas strandden ze in de achtste finale tegen Cherif en Ahmed. Het jaar daarop kwamen ze bij elf toernooien in de Beach Pro Tour tot een vierde plaats bij het Challenge-toernooi van Chiang Mai. Bij de WK in Tlaxcala verloren ze in de tussenronde van het Poolse tweetal Piotr Kantor en Jakub Zdybek. Bij de AK in Fuzhou werden Nicolaidis en Carracher in de kwartfinale uitgeschakeld door hun landgenoten Christopher McHugh en Paul Burnett.
In 2024 won het duo in eigen land het Future-toernooi van Mollymook. Bij de overige zes toernooien in de mondiale competitie behaalden ze twee vijfde plaatsen (Espinho en Hamburg). Nicolaidis en Carracher plaatsten zich via het continentale kwalificatietoernooi voor de Olympische Spelen van Parijs. Daar strandden ze na drie nederlagen in de groepsfase. In Santa Rosa won het duo zilver bij de AK achter hun landgenoten D’Artagnan Potts en Jack Pearse. Het seizoen daarop kwamen ze tot een vierde plaats bij het Challenge-toernooi van Alanya.

## Palmares
Kampioenschappen beach
- 2022: 9e WK
- 2024:  AK

Beach Pro Tour
- 2022:  Coolangatta Future
- 2024:  Mollymook Future